# Nigerben történt légi közlekedési balesetek listája
A Nigerben történt légi közlekedési balesetek listája mind a halálos áldozattal járó, mind pedig a kisebb balesetek, meghibásodások miatt történt, gyakran csak az adott légiforgalmi járművet érintő baleseteket is tartalmazza évenkénti bontásban.

## Nigerben történt légi közlekedési balesetek

### 1989
- 1989. szeptember 19., Tenere sivatag, Bilma közelében. Az Union des Transports Aériens (UTA) légitársaság 772-es járata, egy McDonnell Douglas DC–10 típusú utasszállító repülőgép terrortámadás miatt lezuhant. Az áldozatok között volt a gép 14 fős személyzete és 156 főnyi utasa.[1]